# Katia
Katia (auch Kátia) ist wie Katja und Katya eine Koseform des russischen Vornamens Jekaterina; zu Herkunft und Bedeutung siehe Katharina.

## Bekannte Namensträgerinnen
- Kátia (* 1977; Kátia Cilene Teixeira da Silva), brasilianische Fußballspielerin
- Katia Krafft (1942–1991), französische Vulkanologin
- Katia Labèque (* 1950), französische Pianistin
- Katia Mann (1883–1980), Ehefrau des deutschen Schriftstellers Thomas Mann
- Katia Ricciarelli (* 1946), italienische Opernsängerin (Sopran)
- Katia Winter (* 1983), schwedische Schauspielerin